# Kattekoers 2014
La Kattekoers 2014, settantaquattresima edizione della corsa, valida come evento dell'UCI Europe Tour 2014 categoria 1.2, si svolse il 16 marzo 2014 su un percorso di 172,9 km. Fu vinta dal polacco Lukasz Wisniowski, che terminò la gara in 4h 02' 17" alla media di 42,58 km/h.
Dei 196 ciclisti alla partenza furono 98 a portare a termine la competizione.

## Squadre partecipanti
| N.    | Cod. | Squadra                        |
| ----- | ---- | ------------------------------ |
| 1-7   |      | Lotto-Belisol U23              |
| 8-14  | WBC  | Wallonie-Bruxelles             |
| 15-21 |      | EFC-Omega Pharma-Quick Step    |
| 22-28 | CCB  | Colorcode-Biowanze             |
| 29-35 |      | BCV-Works-Soenens              |
| 36-42 | JTW  | Josan-ToWin Cycling Team       |
| 43-49 | VGS  | Vastgoedservice-Golden Palace  |
| 50-56 |      | Vl Technics-Abutriek           |
| 57-63 | PCW  | T.Palm-Pôle Continental Wallon |
| 64-70 |      | Van Der Vurst Development Team |
| 71-77 |      | Bofrost-Prorace                |
| 78-84 | WIL  | Vérandas Willems               |
| 85-91 | MMM  | Team 3M                        |
| 92-98 | VER  | Veranclassic-Doltcini          |

| N.      | Cod. | Squadra                          |
| ------- | ---- | -------------------------------- |
| 99-105  |      | Asfra Racing Team                |
| 106-112 |      | Baguet-MIBA Poorten              |
| 113-119 |      | Bianchi-Lotto                    |
| 120-126 |      | Royal Vélo Club d’Ottignies      |
| 127-133 | CIB  | Cibel                            |
| 134-140 | TSV  | Topsport Vlaanderen-Baloise      |
| 141-147 | ETI  | Etixx                            |
| 148-154 | RLM  | Roubaix-Lille Metropole          |
| 155-161 | STG  | Team Stölting                    |
| 162-168 |      | KSV Deerlijk Gaverzicht          |
| 169-175 |      | United Cycling Team Sint-Truiden |
| 176-182 |      | Belkin-De Jonge Renner           |
| 183-189 |      | Decock Woningbouw Vandekerc.     |
| 190-196 |      | Baby Dump Cyclingteam            |

## Ordine d'arrivo (Top 10)
| Pos. | Corridore          | Squadra        | Tempo    |
| ---- | ------------------ | -------------- | -------- |
| 1    | Lukasz Wisniowski  | Etixx          | 4h02'17" |
| 2    | Gaëtan Bille       | Vérandas Will. | a 3"     |
| 3    | Boris Dron         | Wallonie       | a 8"     |
| 4    | Matthias Allegaert | BCV Works      | a 44"    |
| 5    | Daan Myngheer      | EFC-Omega      | s.t.     |
| 6    | Tom Dernies        | Wallonie       | s.t.     |
| 7    | Sander Cordeel     | Vastgoedserv.  | s.t.     |
| 8    | Jimmy Turgis       | Roubaix        | s.t.     |
| 9    | Zico Waeytens      | Topsport Vl.   | s.t.     |
| 10   | Gerry Druyts       | Team 3M        | s.t.     |